# Beth Navon Bey

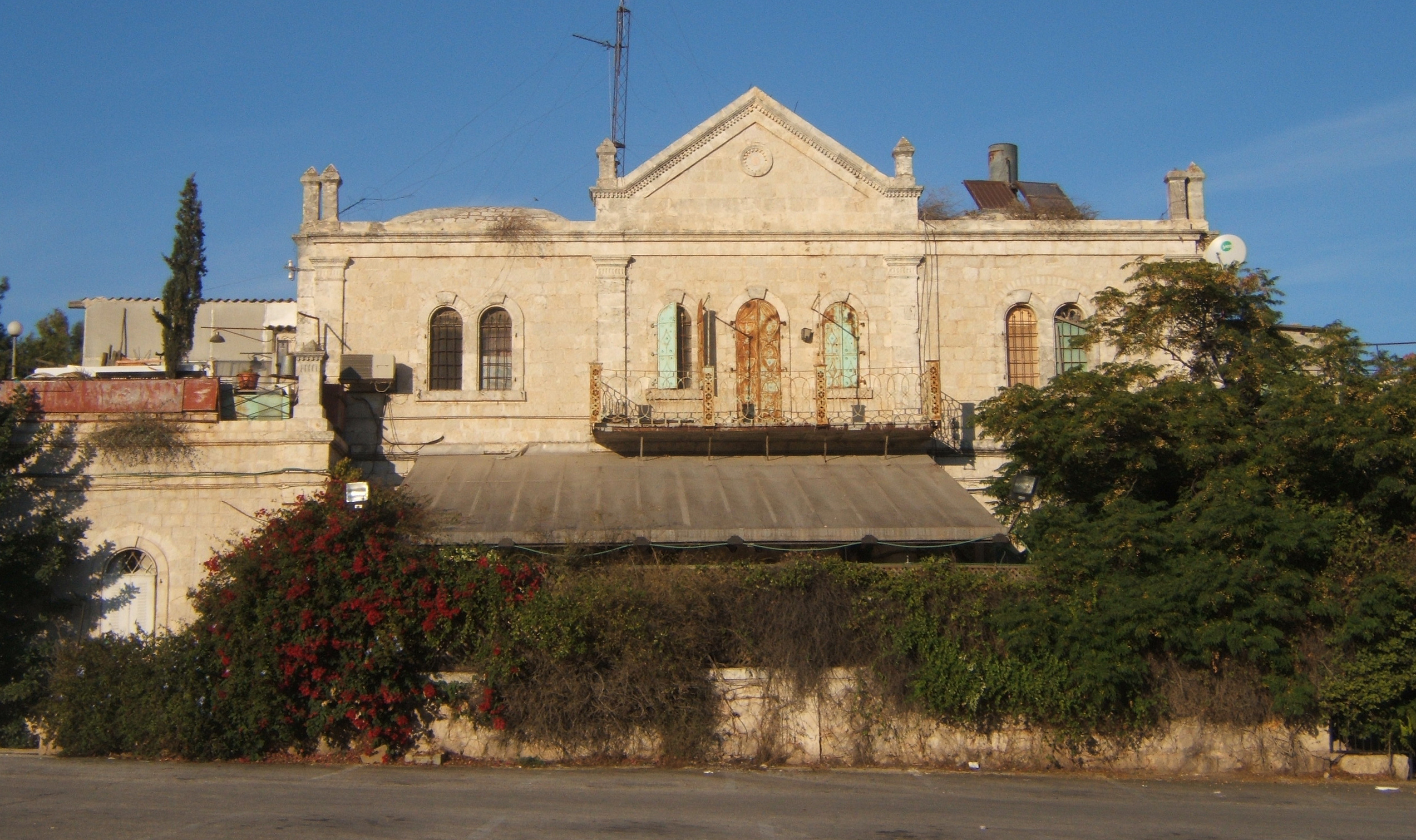
Beth Mahanaïm haRishon

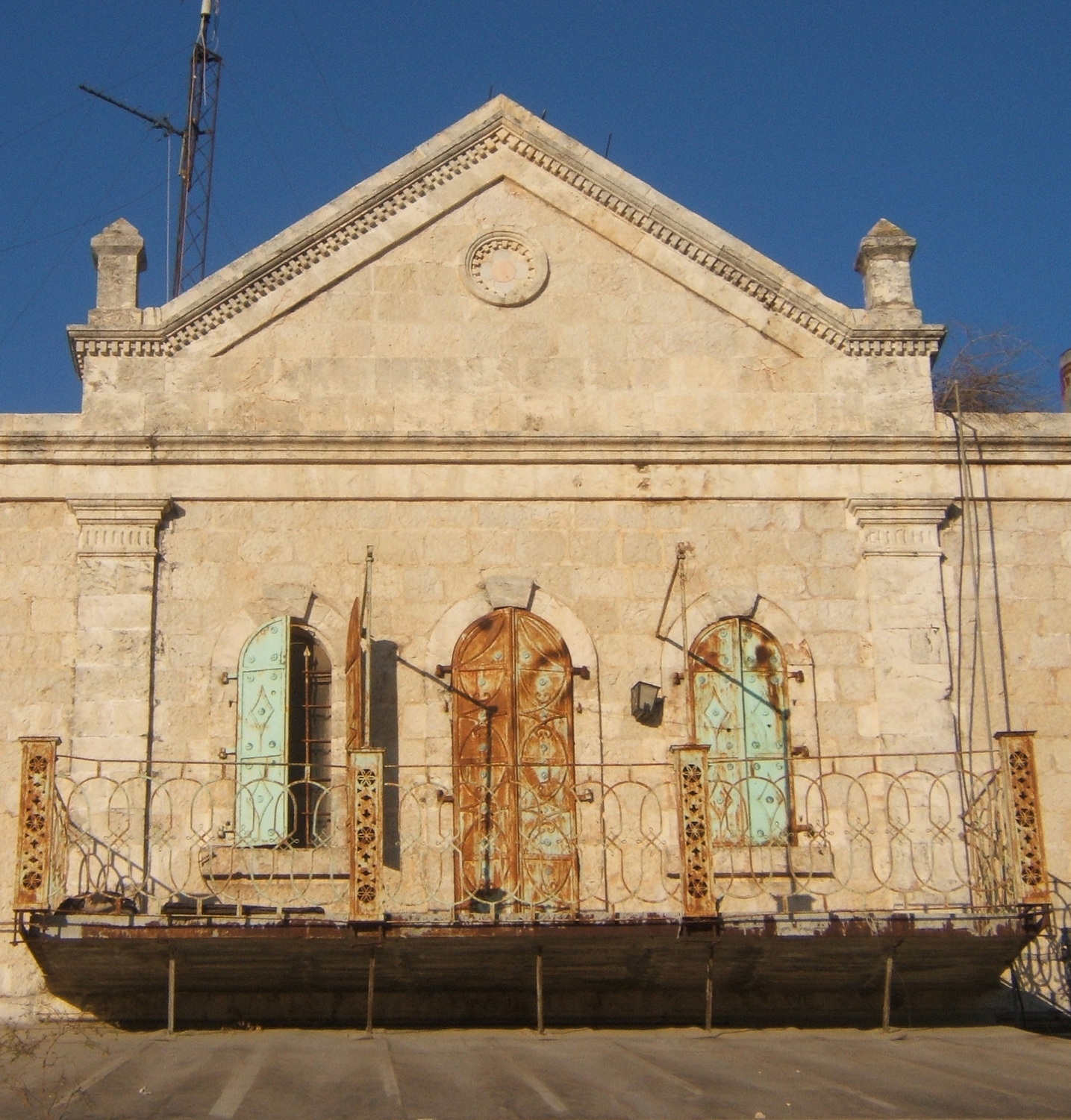

Beth Navon Bey ou Beth Mahanaïm haRishon (la première maison Mahanaïm) est une maison située au 59 de la rue Haneviim à Jérusalem. C'est une maison à deux étages dont le nom est tiré d'un chapitre du livre de la Genèse 
Jacob dit en les voyant [les messagers de Dieu]: "Ceci est le camp de Dieu". Et il appela cet endroit Mahanaïm.  Berechit 32:3.
Au-dessus de l'entrée principale, une pierre porte le nom de la maison MAHANAIM.
Son constructeur est Christian Friedrich Spittler de Bâle en Suisse, qui la fit construire en 1869 pour la fondation Mission des pèlerins de St. Chrischona à Bettingen.
En 1873, la maison passa à un autre suisse, le banquier et homme d'affaires Johannes Jacob Frutiger (1836-1899). C'est lui qui donna son nom à la maison en se basant sur son propre nom, Jacob (… Et il [Jacob] appela cet endroit Mahanaïm). Il y vécut jusqu'en 1885 avant d'emménager dans une maison encore plus belle, Beth Mahanaïm haShéni.
La maison fut vendue à Joseph Navon Bey (1858-1934), un riche homme d'affaires juif associé de Frutiger, qui fit construire la voie ferrée Jérusalem-Jaffa. Navon y habita jusqu'à sa mort. Le lieu passa ensuite de mains en mains, et depuis les années 1970, un restaurant y est installé.

## Sources
- (he) Cet article est partiellement ou en totalité issu de l’article de Wikipédia en hébreu intitulé « בית נבון ביי » (voir la liste des auteurs).